# Protaetia trojana
Protaetia trojana är en skalbaggsart som beskrevs av Hippolyte Louis Gory och Achille Rémy Percheron 1833. Protaetia trojana ingår i släktet Protaetia och familjen Cetoniidae.

## Underarter
Arten delas in i följande underarter:
- P. t. ephesia
- P. t. godet
- P. t. syriaca
- P. t. maura